# Liste des cours d'eau de la Vienne
Pour un article plus général, voir Réseau hydrographique de la Vienne.

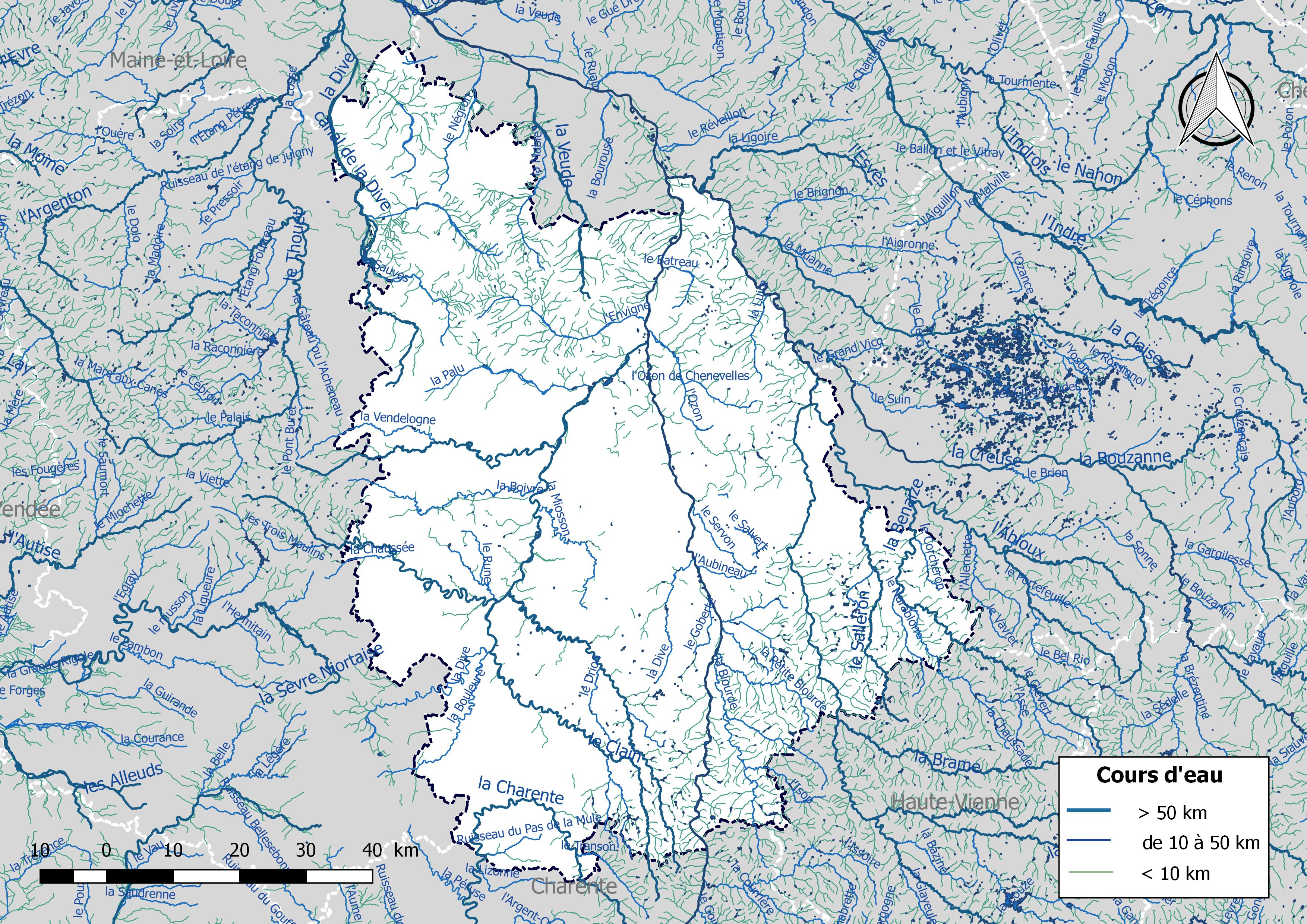
Réseau hydrographique du département de la Vienne.

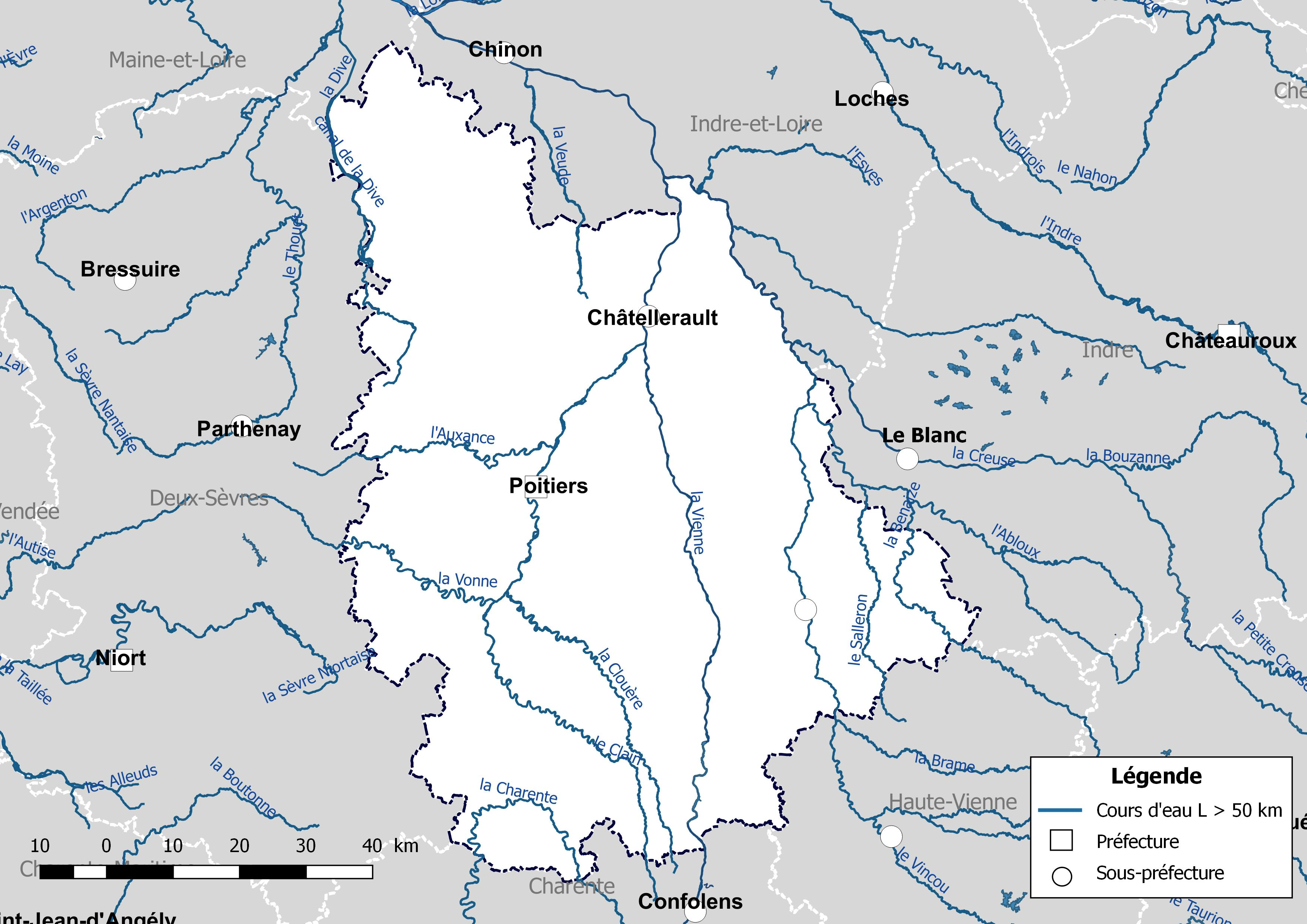
Carte des cours d'eau de longueur supérieure à 50 km drainant le département de la Vienne.

La liste des cours d'eau de la Vienne présente les principaux cours d'eau traversant pour tout ou partie le territoire du département français de la Vienne dans la région Nouvelle-Aquitaine.
Les cours d'eau sont ordonnés selon leur origine naturelle (fleuve, rivières ou ruisseaux) ou artificielle (canaux). Pour chacun d'entre eux sont précisés : sa classe, sa longueur totale, le cours d'eau dans lequel il se jette (confluence), le bassin collecteur auquel il appartient, le nombre de départements et de communes traversés et le nom des communes qu'il irrigue dans le département de la Vienne.

## Définition
Jusqu'en 2016, aucun texte législatif ne définissait la notion de cours d’eau. Ce n'est qu'avec la loi du 8 août 2016 pour la reconquête de la biodiversité, de la nature et des paysages que cette lacune est comblée. L'article 118 de cette loi insère un nouvel article L. 215-7-1 dans le code de l'environnement précisant que « constitue un cours d'eau un écoulement d'eaux courantes dans un lit naturel à l'origine, alimenté par une source et présentant un débit suffisant la majeure partie de l'année. L'écoulement peut ne pas être permanent compte tenu des conditions hydrologiques et géologiques locales. ». Ainsi les deux principaux critères retenus sont :
- la présence et la permanence d’un lit naturel à l’origine, ce qui distingue les cours d’eau (artificialisés ou non) des fossés et canaux creusés par la main de l’homme ;
- la permanence d’un débit suffisant une majeure partie de l’année, critère qui doit être évalué en fonction des conditions climatiques et hydrologiques locales.

## Cours d'eau naturels
La base de données Carthage est le référentiel du réseau hydrographique français. Cette base est réalisée à partir de la couche hydrographie de la base de données Carto enrichie par le ministère chargé de l'environnement et les agences de l'eau avec le découpage du territoire en zones hydrographiques d'une part et la codification de ces zones et du réseau hydrographique d'autre part. De cette base, il ressort que le réseau hydrographique de la Vienne comprend 45 cours d'eau permanents de longueur supérieure à 10 km et dont le cours est en partie ou en totalité dans le département de la Vienne.
Le référentiel national hiérarchise le réseau en sept classes selon l'importance décroissante des cours d'eau. Le tableau ci-après regroupe tous les cours d'eau irriguant pour tout ou partie du département et appartenant à l'une des classes 1 à 4. Pour chacune de ces classes les caractéristiques des cours d'eau sont les suivantes : 
- 1 : longueur supérieure à 100 km ou tout cours d’eau se jetant dans une embouchure logique[Note 1] et d'une longueur supérieure à 25 km ;
- 2 : longueur comprise entre 50 et 100 km ou tout cours d’eau se jetant dans une embouchure logique et d’une longueur supérieure à 10 km ;
- 3 : longueur comprise entre 25 et 50 km ;
- 4 : longueur comprise entre 10 et 25 km.

| Nom du cours d'eau         | Classe | Longueur totale en km | Confluence        | Bassin collecteur | Départements irrigués          | Communes irriguées | Communes irriguées | Communes irriguées |
| Nom du cours d'eau         | Classe | Longueur totale en km | Confluence        | Bassin collecteur | Départements irrigués          | Nb total           | Nb ds le dép.      | Communes du département |
| -------------------------- | ------ | --------------------- | ----------------- | ----------------- | ------------------------------ | ------------------ | ------------------ | --- |
| Anglin                     | 2      | 91,4                  | la Gartempe       | la Loire          | 3 (23, 36, 86)                 | 17                 | 2                  | Angles-sur-l'Anglin, Saint-Pierre-de-Maillé. |
| Asse                       | 3      | 44,4                  | la Benaize        | la Loire          | 2 (86, 87)                     | 8                  | 3                  | Brigueil-le-Chantre, Thollet, La Trimouille. |
| Aubineau                   | 4      | 10,6                  | la Vienne         | la Loire          | 1 (86)                         | 2                  | 2                  | Chapelle-Viviers, Valdivienne. |
| Auxance                    | 2      | 61,6                  | le Clain          | la Loire          | 2 (79, 86)                     | 10                 | 8                  | Ayron, Chasseneuil-du-Poitou, Chiré-en-Montreuil, Latillé, Migné-Auxances, Quinçay, Vouillé, Vouneuil-sous-Biard. |
| Benaize                    | 2      | 79                    | l'Anglin          | la Loire          | 4 (23, 36, 86, 87)             | 17                 | 5                  | Brigueil-le-Chantre, Coulonges, Liglet, Thollet, La Trimouille. |
| Blourde                    | 3      | 46,5                  | la Vienne         | la Loire          | 2 (16, 86)                     | 11                 | 9                  | Adriers, Asnières-sur-Blour, L'Isle-Jourdain, Luchapt, Millac, Moussac, Mouterre-sur-Blourde, Nérignac, Persac. |
| Boivre                     | 3      | 46,1                  | le Clain          | la Loire          | 2 (79, 86)                     | 9                  | 8                  | Benassay, Béruges, Biard, La Chapelle-Montreuil, Lavausseau, Montreuil-Bonnin, Poitiers, Vouneuil-sous-Biard. |
| Bouleure                   | 3      | 37,8                  | la Dive           | la Loire          | 2 (79, 86)                     | 9                  | 7                  | Anché, Brux, Ceaux-en-Couhé, Chaunay, Payré, Vaux, Voulon. |
| Charente                   | 1      | 381,2                 | Golfe de Gascogne | Charente          | 4 (16, 17, 86, 87)             | 120                | 10                 | Asnois, Charroux, Chatain, Civray, Lizant, Saint-Macoux, Saint-Pierre-d'Exideuil, Saint-Saviol, Savigné, Voulême. |
| Chaussée                   | 4      | 13                    | la Vonne          | la Loire          | 2 (79, 86)                     | 4                  | 2                  | Curzay-sur-Vonne, Sanxay. |
| Clain                      | 1      | 144,3                 | la Vienne         | la Loire          | 2 (16, 86)                     | 33                 | 30                 | Anché, Aslonnes, Beaumont, Buxerolles, Cenon-sur-Vienne, Champagné-Saint-Hilaire, Chasseneuil-du-Poitou, Château-Garnier, Dissay, Iteuil, Jaunay-Clan, Joussé, Ligugé, Mauprévoir, Migné-Auxances, Naintré, Payroux, Poitiers, Pressac, Roches-Prémarie-Andillé, Romagne, Saint-Benoît, Saint-Cyr, Saint-Georges-lès-Baillargeaux, Saint-Martin-l'Ars, Smarves, Sommières-du-Clain, Vivonne, Voulon, Vouneuil-sur-Vienne. |
| Clouère                    | 2      | 76,3                  | le Clain          | la Loire          | 2 (16, 86)                     | 13                 | 12                 | Aslonnes, Availles-Limouzine, Brion, Château-Larcher, Gençay, Marnay, Pressac, Saint-Martin-l'Ars, Saint-Maurice-la-Clouère, Saint-Secondin, Usson-du-Poitou, Vivonne. |
| Corcheron                  | 4      | 10,8                  | la Benaize        | la Loire          | 1 (86)                         | 3                  | 3                  | Liglet, Thollet, La Trimouille. |
| Creuse                     | 1      | 263,6                 | la Vienne         | la Loire          | 4 (23, 36, 37, 86)             | 80                 | 8                  | Buxeuil, Lésigny, Leugny, Mairé, Les Ormes, Port-de-Piles, La Roche-Posay, Saint-Rémy-sur-Creuse. |
| Dive                       | 4      | 24,3                  | la Vienne         | la Loire          | 1 (86)                         | 4                  | 4                  | Bouresse, Lhommaizé, Valdivienne, Verrières. |
| Dive                       | 3      | 43,8                  | le Clain          | la Loire          | 2 (79, 86)                     | 10                 | 5                  | Anché, Châtillon, Couhé, Payré, Voulon. |
| Drion                      | 4      | 16,1                  | la Clouère        | la Loire          | 1 (86)                         | 4                  | 4                  | Château-Garnier, Payroux, Saint-Martin-l'Ars, Saint-Secondin. |
| Envigne                    | 3      | 32,4                  | la Vienne         | la Loire          | 1 (86)                         | 13                 | 13                 | Cernay, Châtellerault, Chouppes, Colombiers, Coussay, Doussay, Lencloître, Marigny-Brizay, Naintré, Ouzilly, Saint-Genest-d'Ambière, Scorbé-Clairvaux, Thuré. |
| Esves                      | 2      | 39,3                  |                   | la Loire          | 2 (37, 86)                     | 12                 | 1                  | Les Ormes. |
| Franche Doire              | 3      | 25                    | la Blourde        | la Loire          | 2 (86, 87)                     | 5                  | 2                  | Adriers, Moussac. |
| Gartempe                   | 1      | 204,6                 | la Creuse         | la Loire          | 5 (23, 36, 37, 86, 87)         | 46                 | 13                 | Antigny, La Bussière, Jouhet, Lathus-Saint-Rémy, Montmorillon, Nalliers, Pindray, La Roche-Posay, Saint-Germain, Saint-Pierre-de-Maillé, Saint-Savin, Saulgé, Vicq-sur-Gartempe. |
| Goberté                    | 4      | 10,3                  | la Vienne         | la Loire          | 1 (86)                         | 3                  | 3                  | Civaux, Gouex, Mazerolles. |
| Isop                       | 4      | 18,3                  | la Blourde        | la Loire          | 2 (86, 87)                     | 4                  | 1                  | Mouterre-sur-Blourde. |
| les Ages                   | 4      | 12,3                  | la Vienne         | la Loire          | 1 (86)                         | 4                  | 4                  | Lussac-les-Châteaux, Mazerolles, Moulismes, Persac. |
| Luire                      | 4      | 15,5                  | la Creuse         | la Loire          | 2 (37, 86)                     | 6                  | 5                  | Coussay-les-Bois, Leigné-les-Bois, Lésigny, Pleumartin, La Roche-Posay. |
| Mable                      | 3      | 25,3                  | la Veude          | la Loire          | 2 (37, 86)                     | 9                  | 5                  | Berthegon, Nueil-sous-Faye, Orches, Prinçay, Sérigny. |
| Maury                      | 4      | 12,8                  | le Payroux        | la Loire          | 2 (16, 86)                     | 2                  | 1                  | Mauprévoir. |
| Miosson                    | 3      | 33,4                  | le Clain          | la Loire          | 1 (86)                         | 6                  | 6                  | Gizay, Nieuil-l'Espoir, Nouaillé-Maupertuis, Saint-Benoît, Smarves, Vernon. |
| Narablon                   | 4      | 21,7                  | la Benaize        | la Loire          | 2 (86, 87)                     | 4                  | 2                  | Brigueil-le-Chantre, La Trimouille. |
| Négron                     | 3      | 25,5                  | la Vienne         | la Loire          | 2 (37, 86)                     | 10                 | 4                  | Basses, Beuxes, Loudun, Sammarçolles. |
| Ozon                       | 3      | 22,3                  | la Vienne         | la Loire          | 1 (86)                         | 6                  | 6                  | Archigny, Availles-en-Châtellerault, Bonneuil-Matours, Châtellerault, Monthoiron, Senillé-Saint-Sauveur. |
| Ozon de Chenevelles        | 4      | 14                    | l'Ozon            | la Loire          | 1 (86)                         | 4                  | 4                  | Archigny, Chenevelles, Monthoiron, Saint-Pierre-de-Maillé. |
| Palu                       | 3      | 31,5                  | le Clain          | la Loire          | 1 (86)                         | 10                 | 10                 | Beaumont, Blaslay, Chabournay, Champigny-le-Sec, Cheneché, Dissay, Jaunay-Clan, Marigny-Brizay, Vendeuvre-du-Poitou, Vouzailles. |
| Payroux                    | 4      | 20,1                  | le Clain          | la Loire          | 2 (16, 86)                     | 4                  | 3                  | Mauprévoir, Payroux, Pressac. |
| Petite Blourde             | 3      | 28,5                  | la Vienne         | la Loire          | 2 (86, 87)                     | 5                  | 4                  | Lathus-Saint-Rémy, Moulismes, Persac, Plaisance. |
| Ruisseau du Pas de la Mule | 4      | 11                    | La Charente       | Charente          | 1 (86)                         | 2                  | 2                  | Genouillé, Lizant. |
| Rune                       | 4      | 11,3                  | le Palais         | la Loire          | 1 (86)                         | 4                  | 4                  | Béruges, Coulombiers, Fontaine-le-Comte, Marçay. |
| Salleron                   | 2      | 51,7                  | l'Anglin          | la Loire          | 3 (36, 86, 87)                 | 9                  | 6                  | Béthines, Bourg-Archambault, Haims, Journet, Lathus-Saint-Rémy, Saint-Léomer. |
| Sauves                     | 4      | 23,1                  | la Dive           | la Loire          | 2 (79, 86)                     | 6                  | 5                  | Amberre, Chouppes, Moncontour, Saint-Clair, Saint-Jean-de-Sauves. |
| Servon                     | 4      | 16,8                  | la Vienne         | la Loire          | 1 (86)                         | 3                  | 3                  | Chapelle-Viviers, Chauvigny, Leignes-sur-Fontaine. |
| Transon                    | 4      | 22,4                  | La Charente       | La Charente       | 2 (16, 86)                     | 4                  | 1                  | Chatain. |
| Vairon                     | 4      | 12,1                  | le Salleron       | la Loire          | 1 (86)                         | 2                  | 2                  | Journet, Saint-Léomer. |
| Vendelogne                 | 3      | 29,4                  | l'Auxance         | la Loire          | 2 (79, 86)                     | 7                  | 4                  | Ayron, Chalandray, Chiré-en-Montreuil, Frozes. |
| Vienne                     | 1      | 363,3                 | la Loire          | la Loire          | 7 (16, 19, 23, 37, 49, 86, 87) | 96                 | 26                 | Antran, Availles-en-Châtellerault, Availles-Limouzine, Bellefonds, Bonnes, Bonneuil-Matours, Cenon-sur-Vienne, La Chapelle-Moulière, Châtellerault, Chauvigny, Civaux, Dangé-Saint-Romain, Gouex, Ingrandes, L'Isle-Jourdain, Lussac-les-Châteaux, Mazerolles, Millac, Moussac, Les Ormes, Persac, Queaux, Valdivienne, Vaux-sur-Vienne, Le Vigeant, Vouneuil-sur-Vienne.                                                 |
| Vonne                      | 2      | 72,9                  | le Clain          | la Loire          | 2 (79, 86)                     | 18                 | 8                  | Celle-Lévescault, Cloué, Curzay-sur-Vonne, Jazeneuil, Lusignan, Marigny-Chemereau, Sanxay, Vivonne. |

## Canaux
Aucun canal ne traverse le territoire du département.

## Hydrologie oustation hydrologique

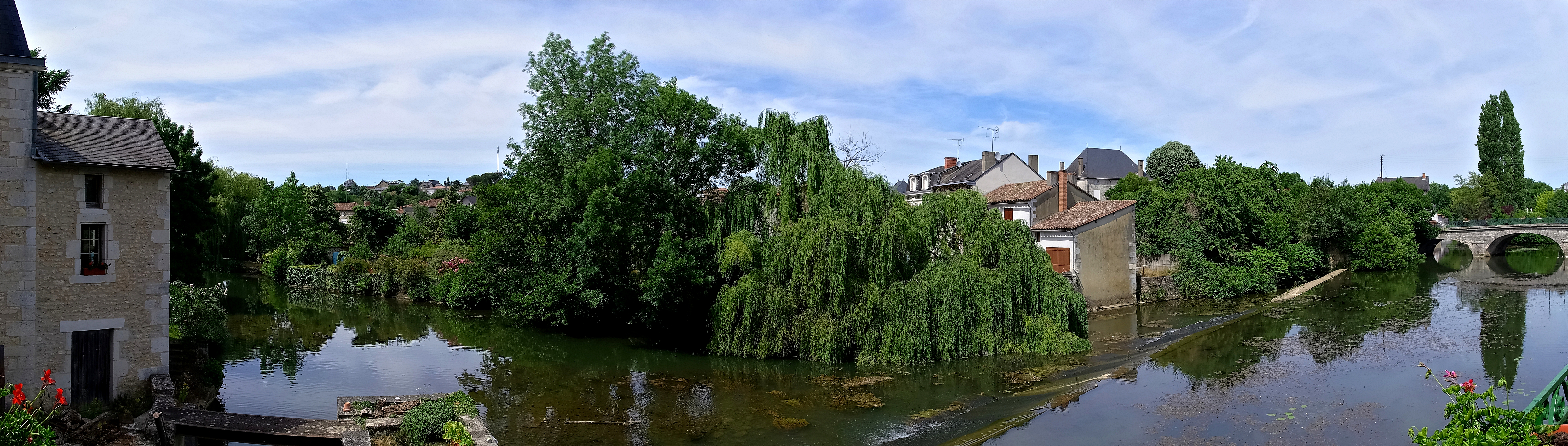
La Charente à Civray.

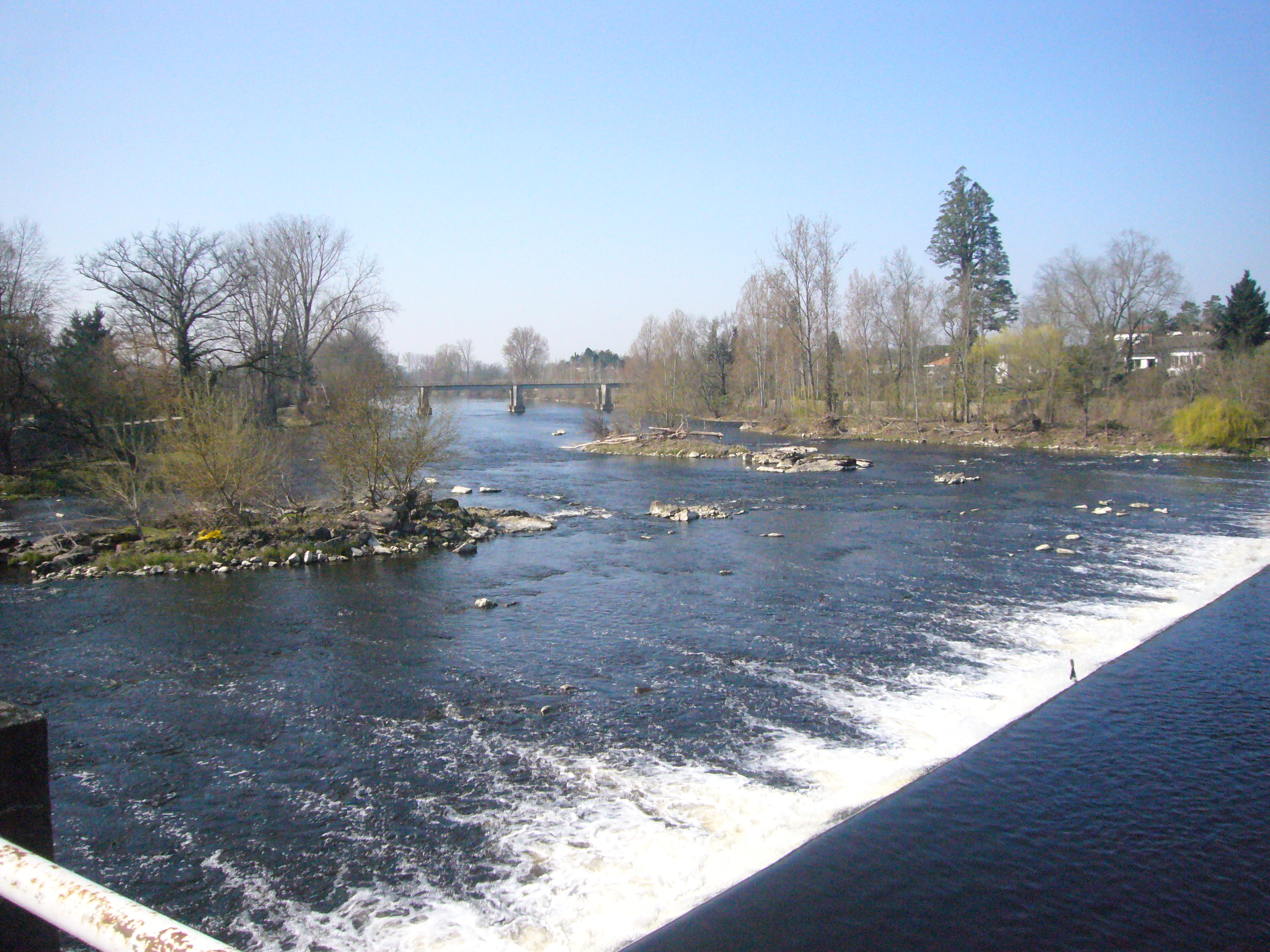
La Vienne à Chabanais.

La Banque Hydro a référencé les cours d'eau suivants : 
- l'Anglin à :
  - Angles-sur-l'Anglin[BH 1], Angles-sur-l'Anglin (Remerle)[BH 2].
- l'Auxance à Quincay[BH 3].
- la Benaize à la Trimouille[BH 4].
- la Boivre à :
  - Montreuil-Bonnin[BH 5], Béruges[BH 6], Poitiers (Gare)[BH 7].
- la Bouleure à Chaunay (Les Planches)[BH 8].
- le canal de la Dive à Pouançay[BH 9].
- la Charente à :
  - Charroux (Pont de Rochemeaux)[BH 10], Saint-Saviol (Pont Bridé)[BH 11], Voulême (Gué de Chambe)[BH 12].
- le Clain à :
  - Iteuil[BH 13], Vivonne (Danlot)[BH 14], Vivonne (Le Petit Allier)[BH 15], Voulon (Petit Aliier)[BH 16], Poitiers (Pont Saint-Cyprien)[BH 17], Poitiers (Pont Neuf)[BH 18], Dissay[BH 19].
- la Clouère à :
  - Availles-Limouzine (Le Poux)[BH 20], Marnay[BH 21], Gençay[BH 22], Château-Larcher[BH 23].
- la Creuse à :
  - la Roche-Posay[BH 24], Leugny[BH 25].
- la Dive du Sud à :
  - Couhé (Abbaye de Valence)[BH 26], Voulon (Neuil)[BH 27].
- l'Envigne à Thuré[BH 28].
- la Gartempe à :
  - Lathus-Saint-Rémy[BH 29], Montmorillon[BH 30], Saint-Savin[BH 31], Nalliers[BH 32], Vicq-sur-Gartempe[BH 33], la Roche-Posay (La Merci-Dieu)[BH 34].
- la Grande Blourde à Persac[BH 35].
- le Miosson à Smarves[BH 36].
- l'Ozon à Châtellerault (Moulin des Halles)[BH 37].
- la Palu à Vendeuvre-du-Poitou[BH 38].
- le Salleron à Journet[BH 39].
- la Vandelogne à Ayron (Pont d'Ayron)[BH 40].
- la Vienne à :
  - Lussac-les-Châteaux[BH 41], Chauvigny[BH 42], Châtellerault (Pont Henri IV)[BH 43], Ingrandes[BH 44].
- la Vonne à Cloué[BH 45].